# Tricase Calcio 1998-1999
Questa voce raccoglie le informazioni riguardanti il Tricase Calcio nelle competizioni ufficiali della stagione 1998-1999.

## Rosa
| N. |                   | Ruolo | Calciatore            |
| -- | ----------------- | ----- | --------------------- |
| -  | Italia (bandiera) | C     | Roberto Ambrosi       |
| -  | Italia (bandiera) | P     | Stefano Ambrosi       |
| -  | Italia (bandiera) | D     | Tiberio Ancora        |
| -  | Italia (bandiera) | C     | Alessio Cappella      |
| -  | Italia (bandiera) | A     | Alessandro Castellano |
| -  | Italia (bandiera) | D     | Vito Chiuri           |
| -  | Italia (bandiera) | C     | Giovanni Colonna      |
| -  | Italia (bandiera) | C     | Antonio Corradino     |
| -  | Italia (bandiera) | D     | Berardino Di Muro     |
| -  | Italia (bandiera) | A     | Claudio D'Onofrio     |
| -  | Italia (bandiera) | C     | Salvatore Epifani     |
| -  | Italia (bandiera) | A     | Cosimo Greco          |
| -  | Svezia (bandiera) | C     | Magnus Johansson      |
| -  | Italia (bandiera) | D     | Daniele Lasalandra    |
| -  | Italia (bandiera) | A     | Luigi Leonetti        |
| -  | Italia (bandiera) | P     | Dario Lo Porchio      |
| -  | Italia (bandiera) | D     | Davide Mazzotta       |
| -  | Italia (bandiera) | A     | Alessandro Morello    |

| N. |                   | Ruolo | Calciatore           |
| -- | ----------------- | ----- | -------------------- |
| -  | Italia (bandiera) | C     | Cristian Mortari     |
| -  | Italia (bandiera) | C     | Francesco Mortelliti |
| -  | Italia (bandiera) | P     | Massimo Negro        |
| -  | Italia (bandiera) | D     | Danilo Nicolardi     |
| -  | Italia (bandiera) | A     | Giuseppe Pede        |
| -  | Italia (bandiera) | P     | Fabio Pellegrino     |
| -  | Italia (bandiera) | C     | Roberto Piazzani     |
| -  | Italia (bandiera) | C     | Giovanni Raho        |
| -  | Italia (bandiera) | C     | Roberto Ruffini      |
| -  | Italia (bandiera) | D     | David Sabatini       |
| -  | Italia (bandiera) | A     | Flavio Simone        |
| -  | Italia (bandiera) | C     | Vincenzo Stasi       |
| -  | Italia (bandiera) | D     | Gianluca Stella      |
| -  | Italia (bandiera) | A     | Manuel Tinelli       |
| -  | Italia (bandiera) | D     | Diego Toledo         |
| -  | Italia (bandiera) | C     | Giuseppe Torneo      |
| -  | Italia (bandiera) | A     | Massimiliano Vadacca |
| -  | Italia (bandiera) | C     | Gaetano Voza         |